# Begho
Koordinaten: 7° 51′ 0″ N, 2° 29′ 0″ W
Begho (auch Bighu oder Bitu) war eine alte Handelsstadt im heutigen Ghana, die in der Nähe des heutigen Dorfes Hani (südlich des Schwarzen Volta) am Fluss Nimpeni liegt.
Die Stadt hatte ab dem 11. Jahrhundert einige Bedeutung als Karawanenstützpunkt, bis sie im 18. Jahrhundert verlassen wurde.
1471 wurde die Stadt zum ersten Mal von den Portugiesen besucht. Im 17. und 18. Jahrhundert wird sie von Heerman Abramsz und dem arabischen Schreiber Khitab Chunja als bedeutender Handelsplatz beschrieben, der Djenné mit Produkten des Regenwaldes von Akan, wie Gold und Elfenbein belieferte. Noch im 17. Jahrhundert wird die Stadt von dem niederländischen Kartographen Hans Propheet als Zentrum der Textilindustrie bezeichnet.
Ausgrabungen haben eine große Stadtanlagen freilegen können, die mit etwa 10.000 Einwohnern zu den größten in Westafrika zählte. Das Stadtgebiet umfasste ein Oval mit einem Durchmesser von vier bis fünf Kilometern. Die Stadt war in vier Stadtquartiere geteilt, in denen unterschiedliche Ethnien lebten, worunter sich wohl auch Muslime befanden. Die Hauseinheiten, von denen ca. 1500 beobachtet werden konnten, waren aus Lehmziegeln errichtet, waren rechteckig und hatten flache Dächer. In den Funden unterschieden sich die Stadtteile jedoch kaum. In der Mitte der Stadt befand sich ein großer Marktplatz.
Die Ausgrabungen belegen ein lebhaftes Handwerk. Es fanden sich Reste von Kupfer-, Elfenbein-, Keramik und Textilbearbeitung. Nahrungsgrundlage war die Landwirtschaft, wobei man auch Reste von Haustieren (Rind, Schaf, Ziege und Schwein) fand, daneben wurden Wildtiere, wie Antilopen gejagt.
Es fanden sich zahlreiche Belege für einen umfangreichen Handel, darunter deutsches Steingut, Delfter Ware, chinesisches Porzellan, sowie holländische und venezianische Glasperlen.
Der Fund von Elfenbeintrompeten, die dem heutigen Häuptling von Hani als Herrschaftszeichen dienen, deutet an, dass ein König regierte und Begho ein Stadtstaat war.